# 공주 상신리 입석
공주 상신리 입석은 대한민국 충청남도 공주시 반포면 상신리에 있다. 1997년 6월 5일 공주시의 향토문화유적 제8호로 지정되었다.